# ناو کلاس تایگر
کروزر کلاس تایگر (به انگلیسی: Tiger-class cruiser) یک کلاس از کشتی است که طول آن 555.5 ft (169 m) می‌باشد.